# Wargame: Red Dragon
Wargame: Red Dragon es un videojuego de táctica en tiempo real desarrollado por Eugen Systems y distribuido por Focus Home Interactive lanzado a la venta el 27 de abril de 2014. Es la secuela del Wargame: AirLand Battle.

## Jugabilidad
Incluye 23 naciones y más de 2.000 unidades en el juego . Se diferencia  por introducír la guerra naval y anfibia.

## Campaña
Las campañas se centran en una serie de conflictos ficticios tomados de escenarios reales que podrían haber conducido a la guerra a cada nación involucrada.

## Multijugador
Al igual que las anteriores entregas, el tamaño de los servidores del juego varían desde el 1vs1 al 10vs10. La novedad en Red Dragon son las batallas navales, donde los jugadores sólo pueden tener unidades navales en mapas oceánicos.

## DLCs
- Second Korean War:[3] Incluye una nueva campaña en solitario, ambientada en un año 1992 ucrónico en el que golpe de Estado contra Mijaíl Gorbachov años antes tuvo éxito. Trae además novedades en el modo jugador; 12 nuevas unidades, una por nación.
- The Millionth Mile:[4] Centrado en el Bloque del Este, incluye más de 60 nuevas unidades repartidas entre Polonia, Checoslovaquia y Alemania del Este.
- Norse Dragons:[5] Está dedicado a la coalición escandinava, incluye más de 60 nuevas unidades de Suecia, Dinamarca y Noruega.
- Netherlands:[6] Incluye un nuevo país, Países Bajos, con 80 nuevas unidades y en coalición con Alemania Occidental.
- REDS:[7] Incluye dos nuevos países, Yugoslavia y Finlandia, que se incorporan al Pacto de Varsovia, sumando 186 nuevas unidades.
- Israel:[8] Incluye un nuevo país, Israel, con 96 nuevas unidades.

- South Africa:[9] Incluye un nuevo país, Sudáfrica, con 90 nuevas unidades.

- Italy:[10] Incluye un nuevo país, Italia, con 104 nuevas unidades.

## Mods
Aunque Eugen no ha lanzado mods, los fanes de Wargame han desarrollado su propia herramienta de modding con permiso legal. El resultado fue un aumento de los mods y los modders, que van desde texturas de unidades, la campaña para un jugador, mods que añaden realismo y una herramienta de sandbox.

## Facciones

### Bluefor
- Estados Unidos
- Francia
- Canadá
- Reino Unido
- ANZAC (Australia y Nueva Zelanda)
- Japón
- Corea del Sur
- Alemania Occidental
- Dinamarca
- Suecia
- Noruega
- Países Bajos
- Israel
- Sudáfrica
- Italia

### Redfor
- Unión Soviética
- China
- Corea del Norte
- Alemania Oriental
- Polonia
- Checoslovaquia
- Finlandia
- Yugoslavia

## Críticas
Wargame: Red Dragon ha recibido críticas muy positivas, aunque se ha destacado la simpleza de sus batallas navales y la falta de parecido a sus anteriores entregas, obteniendo una puntuación de 78% por metacritic.